# Voo Daallo Airlines 159
O voo Daallo Airlines 159 foi uma rota comercial regular, operado pela companhia somali Daallo Airlines. Cinco minutos depois de decolar de Mogadíscio, na Somália, houve uma explosão a bordo, abrindo um buraco na fuselagem. Havia 74 passageiros a bordo no momento do incidente. Os passageiros foram transferidos para a parte traseira do Airbus A321-100, registrado SX-BHS, e os pilotos realizaram um pouso de emergência em Mogadíscio, causando breve fechamento do aeroporto. Duas lesões foram relatadas, e um corpo caiu do avião, perto da cidade de Balad, Somália. Uma investigação está em andamento pela Agência Nacional de Inteligência e Segurança para determinar se explosão foi causada por uma bomba ou uma avaria mecânica, ou uma explosão de garrafa de oxigênio.